# 基林貝克島
67°34′S 68°5′W / 67.567°S 68.083°W
基林貝克島是南極洲的島嶼，位於阿德萊德島東南岸對開海域，處於羅瑟拉角以東，以英國探險隊的冰川學家命名，現時由南極條約體系管理。